# Trophée de France
Il Trophée de France era un trofeo calcistico francese, messo in palio dal Comité français interfédéral, svoltosi dal 1907 al 1914.

## Storia[1]
Il CFI, antenata dell'attuale FFF, mise il palio il Trophée de France a partire dal 1907. La competizione vedeva partecipare le squadre vincitrici dei vari campionati calcistici organizzati dalle varie federazioni presenti sul territorio francese, decretando il campione nazionale del Comité français interfédéral.
La competizione venne disputata sino al 1914.

## Albo d'oro[2]
| Edizione      | Sfida                           | Risultato | Vincitore            |
| 1907 Dettagli | Étoile des Deux Lacs - Simiotin | 8-3       | Étoile des Deux Lacs |
| 1908 Dettagli | Patronage Olier - Puteaux       | 3-0       | Patronage Olier      |
| 1909 Dettagli | JA Saint-Ouen                   | nd        | JA Saint-Ouen        |
| 1910 Dettagli | Patronage Olier - CA Vitry      | 2-0       | Patronage Olier      |
| 1911 Dettagli | CA Paris - Étoile des Deux Lacs | 1-0       | CA Paris             |
| 1912 Dettagli | Étoile des Deux Lacs - Red Star | 3-1       | Étoile des Deux Lacs |
| 1913 Dettagli | CA Paris - VGA Médoc            | 2-1       | CA Paris             |
| 1914 Dettagli | Olympique Lillois - VGA Médoc   | 4-1       | Olympique Lillois    |